# Federazione pallavolistica delle Isole Salomone
La Federazione salomonese di pallavolo (eng. Solomon Islands Volleyball Federation, SIVF) è un'organizzazione fondata per governare la pratica della pallavolo nelle Isole Salomone.
Organizza il campionato maschile e femminile, e pone sotto la propria egida la nazionale maschile e femminile.
Ha aderito alla FIVB nel 1990.